# 56式半自动步枪

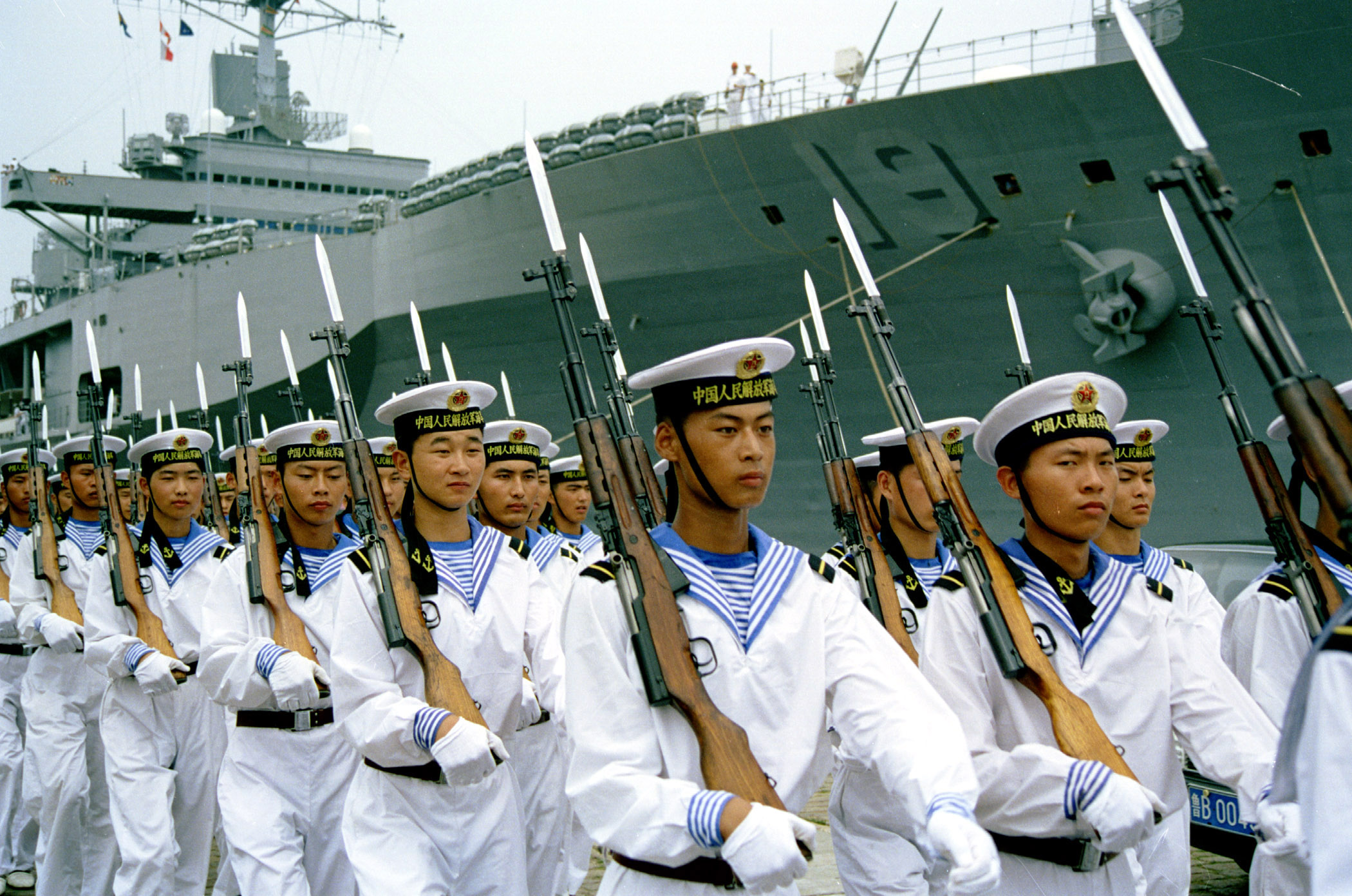
中国海军士兵使用的56年式半自动步枪

中國1956年式半自動步槍，即56式半自動步槍，簡稱及下稱“56半”，是蘇聯SKS半自動步槍的仿制品。為中國人民解放軍第一款制式列裝的半自動步槍，和56式班用機槍、56式自動步槍統稱56式槍族。发射7.62×39毫米苏联口徑中間型威力步枪子彈。

## 操作
由於56式半自動步槍仿制蘇聯SKS，因此操作方式基本相同。
上彈
1. 拉動槍機拉柄帶動槍栓後退，進入無彈後定狀態
2. 將帶有子彈的彈夾條底部插入拋殼口的彈夾條固定槽中
3. 用力下壓子彈，使10發子彈全部填入彈倉中
4. 拔掉空彈夾條
5. 再次後拉槍機解脫後定，放手讓槍機自動複進上彈

上刺刀
56式半自动步枪最初采用折叠式剑型刺刀，后来改用更长的折叠式三棱刺刀，固定在枪管下方。
1. 向槍托方向壓槍口套圈解脫鎖定
2. 向上扳刺刀至槍口套圈套入槍口固定

## 歷史
1950年代，中華人民共和國在蘇聯的幫助下建立起自己的軍工業，苏联在1951年同意将包括SKS半自動步槍在内的8种轻武器全套技术资料提供给中国。1956年，SKS的仿制成功，定型名为1956年式7.62毫米半自动步枪（又称56式半自动步枪，简称56半）並開始量產，实现完全国产化，在以后的生产中在原材料、生产工艺、枪机组件、配用刺刀等方面进行了改进。1950年代末56式槍族大量裝備中國人民解放軍，取代原本服役的中國製53式步騎槍、日本三八式步槍和美國M1903春田步槍等舊式步槍成為中國人民解放軍的制式步兵武器，而當時一個陸軍步兵班的典型配置是：兩把56式自动步枪（仿制AK）、兩挺56式班用機槍（仿制RPD）、七把56式半自動步槍。在很长一段时间里，中華人民共和國是以全民皆兵为指导思想，军队强调传统步枪的作用，56式AK当做“冲锋枪”的角色，故未成为步兵班的主要轻武器，在步兵班战士还是以配备56半为主。

## 在實戰中使用

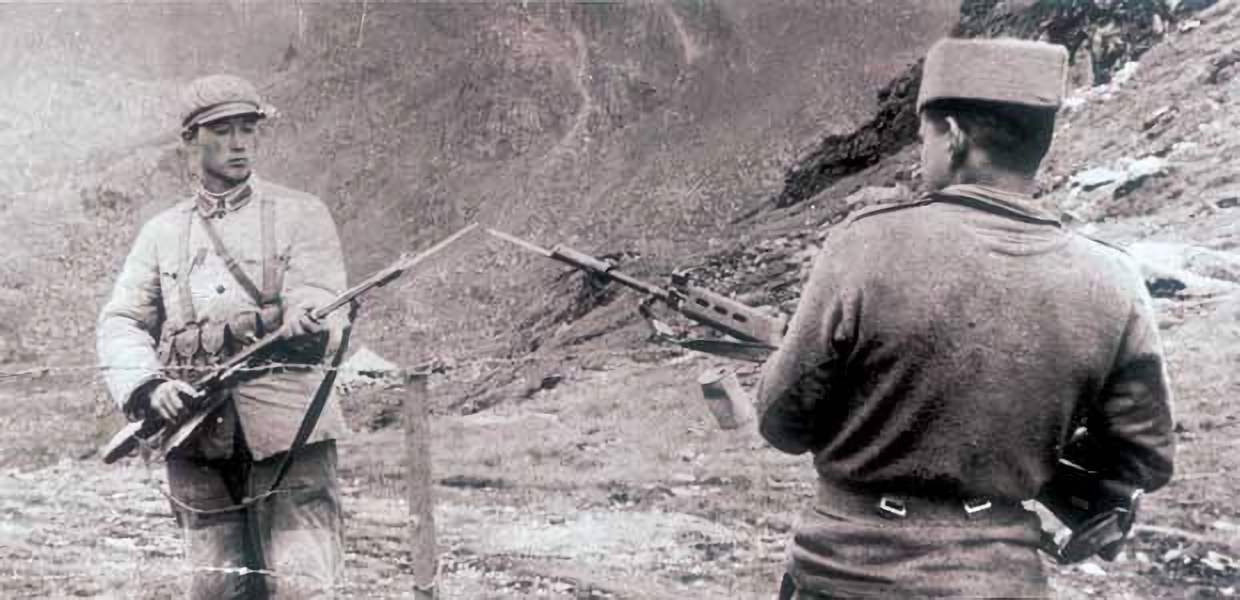
中印邊境戰爭期間的中印兩國士兵，其中圖中的中國士兵手持56式半自動步槍，印度軍士兵則手持L1A1半自動步槍

1962年中華人民共和國和印度爆發邊境衝突（中印邊境戰爭），56半自裝備後首次投入戰鬥，相比印軍使用的主力英制栓式步槍，56半以其較高的壓制力及火力，配合56式自動步槍及56式班用機槍，压制住了印度步兵装备的SMLE步槍，令中國人民解放軍最終贏得戰事。而60年代中國人民解放軍展开“大练兵”，闻名全军的“郭兴福教学法”就是以装备56半为主的步兵分队为战术训练对象。1968年，兼顾56式自动步枪的连续火力与56半的精确射击优点，所谓“步冲合一”的63式自動步槍（外國曾稱為68式）裝備部隊，取代56半和56式，56半其後撥入民兵部隊。但到了70年代中期，63式步槍暴露出各種問題，当时部队有“还我半自动”呼声，後終於撤裝，部隊重新裝備56半和56式。

## 採用

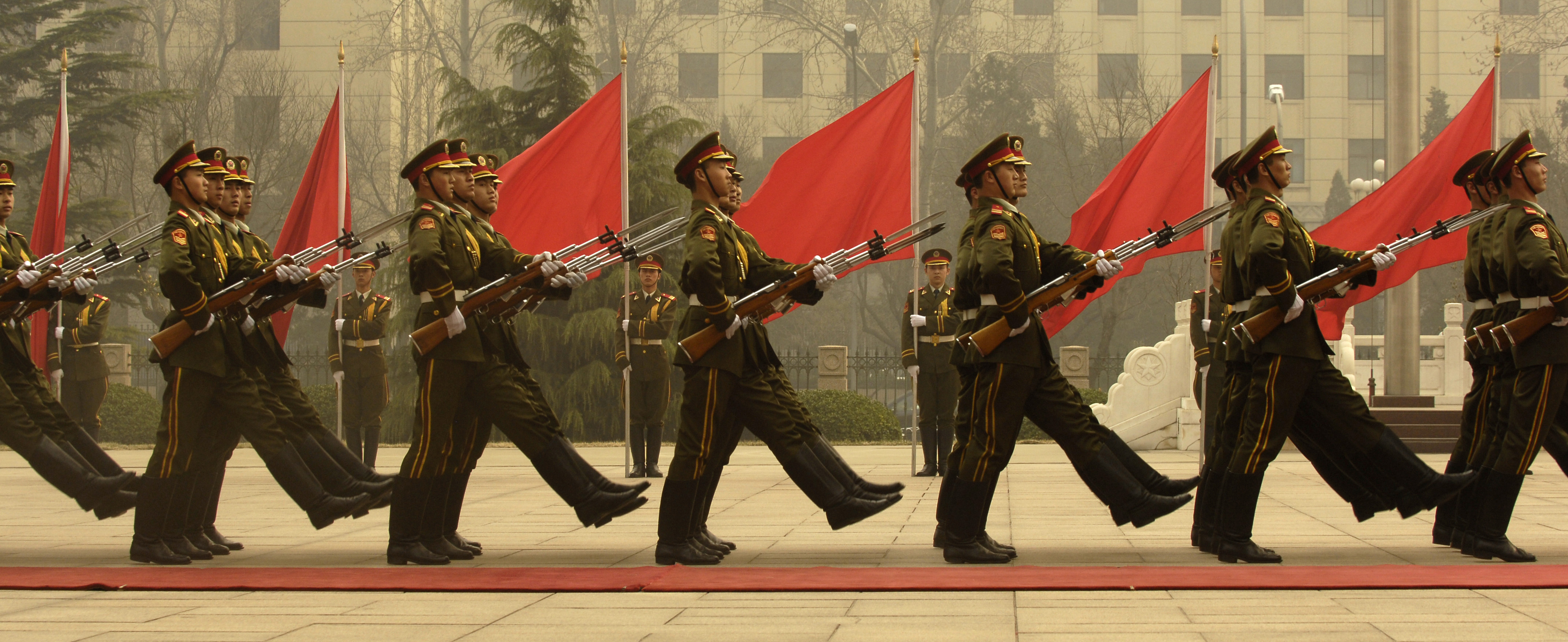
中国人民解放军仪仗队使用56式半自动步枪

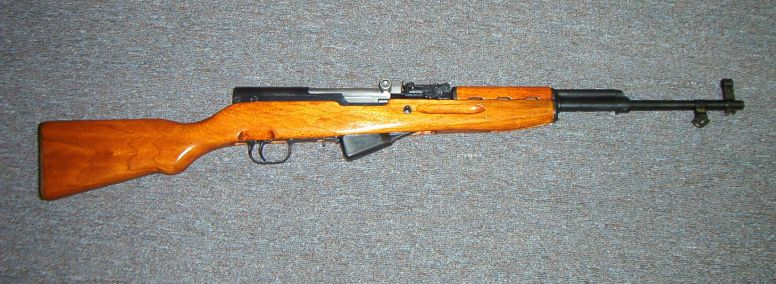
北方工業的民用型56式半自动步枪

從1980年代起，56半正式撤裝，逐步被81式、95式及03式等較新型的突擊步槍所取代，漸漸退出了一線部隊。中國人民解放軍僅保留少數56半作儀仗隊的礼宾用枪，例如中国人民解放军三军仪仗队以及隶属武装警察部队的国旗护卫队。此外，在一些軍訓院校及民兵部隊也可以看到56式的蹤影。
冷戰期間，中華人民共和國曾向多個友好國家及敵國的反抗勢力輸出大量武器，當中包括56式半自動步槍。故該槍至今在世界各地的多場武裝衝突中依然很常見。
1980年代，56半曾向美国民用市场出口，是知名度較高的中国出口民用步枪，由于大部分是由北方工业公司出口，在美国民间被称为“北方工业SKS”（Norinco SKS） 。
自2021年起，由於香港海關及入境事務處改用中式步操，因此亦引進了56半作為儀仗用槍，取代以往使用的L1A1 SLR。

## 使用者
- 阿尔巴尼亚
- 安哥拉
- 柬埔寨
- 中华人民共和国
- 刚果民主共和国
- 埃及
- 爱沙尼亚
- 香港（限儀仗用途）
  - 入境事務處
  - 香港海關
  - 香港懲教署
  - 香港輔助警察隊
  - 香港青少年制服團體
- 印度尼西亞
- 巴基斯坦
- 叙利亚
- 多哥
- 乌干达
- 越南

## 資料來源
- 《血潮—共和國的衛國戰爭》第二章—對印自衛反擊戰
- 中國人民解放軍《1956年式半自動步槍操作手冊》

## 外部連結
- （中文）—火器堂 56式半自动步枪（页面存档备份，存于）